# Naujaat
Repulse Bay (Inuktitut:Naujaat) é uma baía e um povoado inuit, localizado na margem da Baía de Hudson, Região de Kivalliq, Nunavut, Canadá.

## Localização
Repulse Bay está localizada exatamente no Círculo Polar Ártico, na margem norte da Baía Repulse (Repulse Bay) e na margem sul de Rae Isthmus. Transportes para comunicação é providenciado primariamente por ar ou via marinha. 

## Naujaat (Repulse Bay) atualmente
De acordo com o censo de 2006, a população era de 748 um aumento de 22,2% em relação ao censo de 2001. A cidade é conhecida pelo seu turismo e pelo Artesanato Inuit.